# 托拉帕迪
托拉帕迪（Thorapadi），是印度泰米尔纳德邦Cuddalore县的一个城镇。总人口5557（2001年）。

## 人口
该地2001年总人口5557人，其中男性2808人，女性2749人；0—6岁人口583人，其中男288人，女295人；识字率70.04%，其中男性为77.46%，女性为62.46%。